# Sturzkampfgeschwader 102
Das Sturzkampfgeschwader 102 war ein Verband der Luftwaffe der Wehrmacht im Zweiten Weltkrieg. Das Geschwader verfügte über die einmotorige Junkers Ju 87. Es wurde stets als Ausbildungsgeschwader eingesetzt und hatte daher keine Kampfeinsätze.

## Geschichte
Das Sturzkampfgeschwader 102 entstand am 22. Februar 1943 im deutschbesetzten Frankreich, auf dem Flughafen Paris-Orly (Lage) aus der Sturzkampffliegerschule 2. Aus dem Stab der Sturzkampffliegerschule 2 entstand der Geschwaderstab, auch die I. und II. Gruppe des Sturzkampfgeschwaders 102 wurde von der Sturzkampffliegerschule übernommen.
Das Geschwader wurde während der gesamten Zeit seines Bestehens als Ausbildungsgeschwader eingesetzt und hatte daher keine Kampfeinsätze. Am 18. Oktober 1943 wurde der Geschwaderstab zum Geschwaderstab des Schlachtgeschwaders 102 umbenannt. Am gleichen Tag erhielten die beiden Gruppen ihre neue Bezeichnung als I. und II. Gruppe des Schlachtgeschwaders 102.

## Kommandeure

### Geschwaderkommodore
| Dienstgrad | Name              | Zeit                              |
| ---------- | ----------------- | --------------------------------- |
| Oberst     | Karl Christ       | 22. Februar 1943 bis 2. Juni 1943 |
| Major      | Bernhard Hamester | 3. Juni 1943 bis 18. Oktober 1943 |

### Gruppenkommandeure
I. Gruppe
- Major Heinz Hoge, 22. Februar 1943 bis September 1943[4]
- Hauptmann Siegfried Göbel, September 1943 bis 28. Oktober 1943[5]

II. Gruppe
- Hauptmann Fritz Eyer, 25. August 1943 bis 18. Oktober 1943[6]